# Жужа
Жу́жа (Са́вкин овра́г, Сухо́й овраг, в верховьях — Большо́й овраг) — река в районах Нагатино-Садовники и Нагатинский Затон Южного административного округа Москвы, правый приток Москвы-реки. Речное русло канализировано более чем на 90 %. Правым притоком реки является ручей Савкин овраг.
Вероятно, гидроним Жужа происходит от слов «лужа» или «жижа». Долина реки за Каширским шоссе была очень глубокой, из-за чего носила название Большой овраг. Существует мнение, что вся речная система изначально называлась Савкиным оврагом, который разделялся на Большой и Малый овраги. По реке получила своё название улица Жужа.
Длина реки составляет по разным данным 3,8 км или 6,2 км, площадь водосборного бассейна — 4 км². Участок с постоянным течением, вероятнее всего, был короче, о чём говорит название Сухой овраг. Река начиналась в ложбине весеннего стока на пересечении Симферопольского бульвара и Болотниковской улицы и протекала вдоль бульвара на северо-восток. У Нахимовского проспекта поворачивала на северо-восток через Варшавское и Каширское шоссе. Водоток выходит на поверхность к западу от дома № 14/1 по улице Академика Миллионщикова.

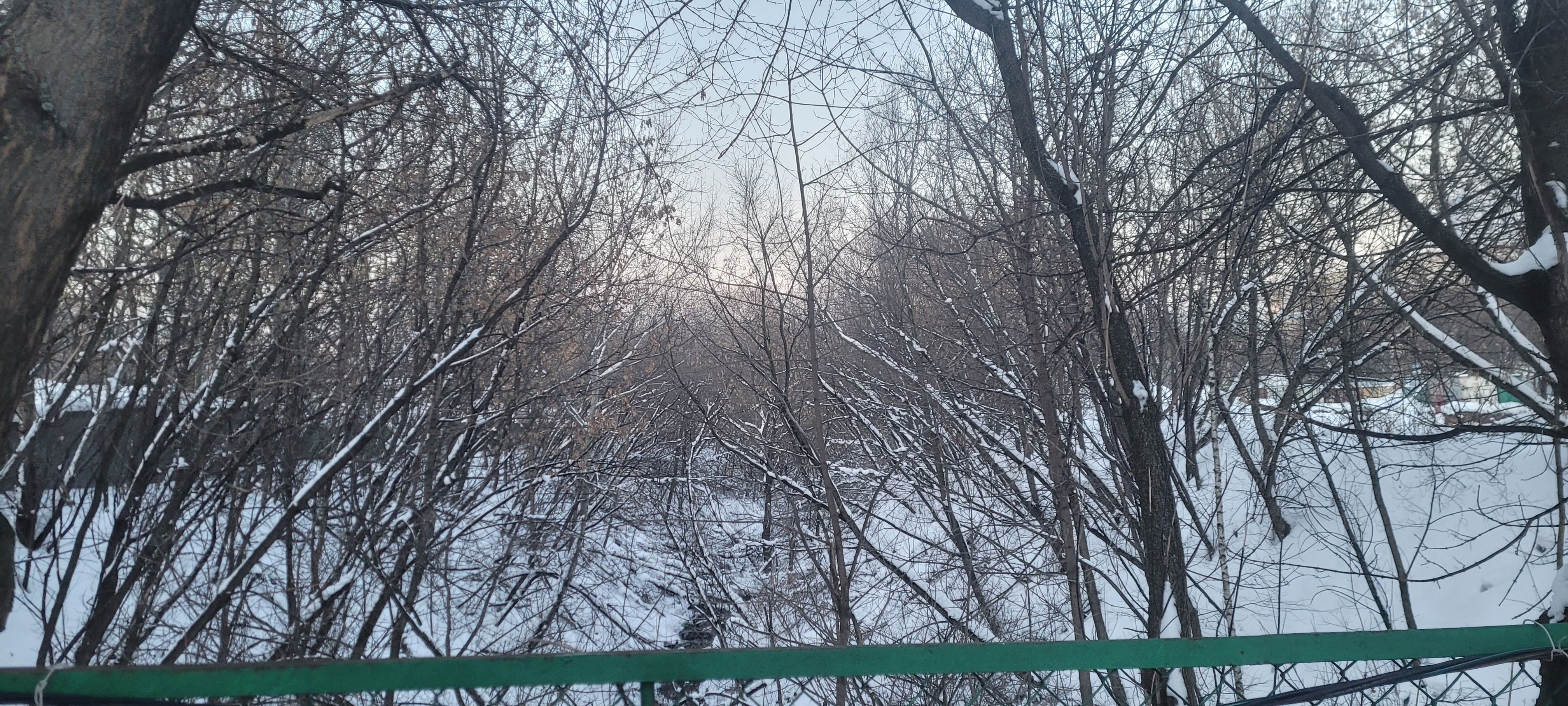
Река Жужа в овраге у улицы Академика Милионщикова (2022)

Через 700 метров прерывается небольшим коллектором, после чего в открытом русле протекает до улицы Садовники. Общая длина поверхностного водотока равна 1,6 км. Далее река в коллекторе течёт через проспект Андропова вдоль улиц Новинки и Жужи, впадает в Москву-реку к югу от Голландского домика Петра I в Коломенском. Приустьевый участок Жужи сохранился в открытом течении на протяжении 170 метров. Иногда он подпруживается водами Москвы, в результате чего ширина этой части достигает пяти метров.